# Мотыгино
Мотыгино — посёлок городского типа, административный центр Мотыгинского района Красноярского края России.

## География
Посёлок расположен на правом берегу Ангары в 128 км к востоку от Лесосибирска в 260 км к северо-востоку от Красноярска.
Климат
Климат резко континентальный, средняя месячная температура января составляет −22,9 °С и +18,3 °С в июле.
Транспорт
Между посёлком и Красноярском есть автомобильное и воздушное транспортное сообщение. В зимнее время автомобили, как грузовые, так и пассажирские, проходят через зимники и ледовые переправы. В летний сезон работает паромная переправа.
На востоке от посёлка находится аэропорт. Рейсы Красноярск  — Мотыгино выполняются два раза в неделю.

## История
Основан в 1671 году, назван по фамилии первого русского переселенца.
Деревня Мотыгино входила в состав Енисейской губернии образованной в 1822 в ходе реформаторского проекта М. М. Сперанского и императора Александра I. В книге «Краткое описание приходов Енисейской епархии», изданной в 1916 году, говорится, что в деревне Мотыгиной есть молитвенный дом с алтарем, построенный в 1882 г. и церковная школа. Относилось село к Спасскому приходу, который существует с начала XVIII века.
Статус посёлка городского типа — с 1960 года.

## Инфраструктура
В Мотыгино работают ООО «Севэко», ООО «Минерал» (добыча полезных ископаемых), ООО «Веркон» (производство неметаллической минеральной продукции), транспортные, а также другие производственные и торговые предприятия, аптеки и больница, коммунальные, обслуживающие и прочие организации. Построена четырехэтажная школа взамен двух старых. Есть цифровое телевидение, высокоскоростной интернет. Помимо начальной и средней общеобразовательной школ, работает Детская музыкальная школа.

## Достопримечательности, туризм
В п.г.т. Мотыгино на берегу Ангары находится биологический природоохранный комплекс Машуковский Заказник краевого значения. Открыт в 2004 году, его площадь более 46,6 тыс. га.
Государственная особо охраняемая природная зона краевого значения заказник «Мотыгинское многоостровье» организован в 2003 году. Расположен в нижнем течении Ангары, на территории Мотыгинского лесхоза и лесничества.
Туристам предлагается сплав по реке Ангара и ее притокам, живописная дикая природа, хребты гор и многое другое.
В поселке работает краеведческий музей. Музей находится в доме купца Фадея Гарцевича, памятнике деревянного зодчества и ангарской архитектуры.

## Культура
Мотыгино является самым маленьким населённым пунктом России, в котором есть профессиональный драматический театр .
Датой создания театра считается 1932 год, когда по инициативе жителей в селе с населением в 300 человек был организован любительский театр. Официальный статус Мотыгинский муниципальный театр получил в 1993 году, когда под театр было отдано и перестроено здание клуба Ангарской геолого-разведочной экспедиции. Первым режиссером и основателем профессиональной труппы стал Анатолий Иванович Быков. Театр является лауреатом многих престижных театральных конкурсов и известен далеко за пределами района. За время своего существования Мотыгинским театром было поставлено более 180 спектаклей. На сегодняшний день провинциальный театр ставит по семь-девять постановок за сезон.

## Население
| 1959  | 1970  | 1979  | 1989  | 2002  | 2007  | 2009  |
| ----- | ----- | ----- | ----- | ----- | ----- | ----- |
| 4332  | ↗6769 | ↗7847 | ↗7985 | ↘6730 | ↘6421 | ↘6392 |
| 2010  | 2012  | 2013  | 2014  | 2015  | 2016  | 2017  |
| ↘5902 | ↘5863 | ↘5773 | ↘5634 | ↘5531 | ↘5482 | ↘5323 |
| 2020  | 2021  |       |       |       |       |       |
| ↘4936 | ↗4944 |       |       |       |       |       |

## Люди, связанные с посёлком
- В 1940 году в Мотыгино родился Эдуард Гущин, советский толкатель ядра, бронзовый призёр Олимпийских игр 1968 года.
- Акцынов, Аркадий Всеволодович (1910—1997) — российский живописец, заслуженный художник Чувашской АССР и Российской Федерации.
- Акцынова, Людмила Михайловна (1910—1997) — российский живописец, заслуженная художница Чувашской АССР и Российской Федерации. Поэтесса.

## Примечание
1. 1 2  Численность постоянного населения Российской Федерации по муниципальным образованиям на 1 января 2021 года
2. ↑  [www.komandirovka.ru/cities/motygino_krasn._kr./ Поселок Мотыгино, Красноярский край]. www.komandirovka.ru/. Дата обращения: 17 февраля 2019.
3. 1 2  Мотыгинский район. https://tochka-na-karte.ru/. Дата обращения: 20 мая 2019. Архивировано 17 октября 2017 года.
4. ↑  Малая авиация: куда, зачем и за сколько можно слетать в Красноярском крае? https://prmira.ru/ (27 июня 2017). Дата обращения: 17 февраля 2019. Архивировано 22 февраля 2019 года.
5. ↑  Справочное издание. Краткое описание приходов Енисейской епархии. — Репринтное воспроизведение изд. 1916 г.. — Красноярск: КО РФК ХТО «Краевед», 1995. — 227 с. Архивировано 22 февраля 2019 года.
6. ↑  #pp568959 Красноярский край. http://forum.vgd.ru/. Дата обращения: 17 февраля 2019.
7. ↑  История купеческих семей Башуровых и Сусловых в истории Мотыгинского (Удерейского) района Красноярского края. http://ist-konkurs.ru/. Дата обращения: 17 февраля 2019. Архивировано 21 февраля 2019 года.
8. ↑  Компании Мотыгинского района (Красноярский край). http://www.spark-interfax.ru/. Дата обращения: 17 февраля 2019. Архивировано 22 февраля 2019 года.
9. ↑  В пяти малых населенных пунктах Красноярского края заработала сеть 4G. https://newslab.ru/ (23 декабря 2016). Дата обращения: 17 февраля 2019. Архивировано 22 февраля 2019 года.
10. ↑  ДМШ Мотыгино: мюзиклы на Ангаре (недоступная ссылка — история). http://muzkult.ru/. Дата обращения: 17 февраля 2019.
11. ↑  Машуковский. http://oopt.aari.ru/. Дата обращения: 17 февраля 2019. Архивировано 5 октября 2018 года.
12. ↑  Мотыгинское многоостровье. http://oopt.aari.ru/. Дата обращения: 17 февраля 2019. Архивировано 5 октября 2018 года.
13. ↑  10 открытий Мотыгинского краеведческого музея. https://www.culture.ru/. Дата обращения: 17 февраля 2019. Архивировано 6 сентября 2016 года.
14. ↑  В маленьком таежном поселке Красноярского края работает уникальный театр. Дата обращения: 9 декабря 2018. Архивировано 10 декабря 2018 года.
15. ↑  Театр Мотыгино. https://motteatr.ru/. Дата обращения: 17 февраля 2019. Архивировано из оригинала 22 февраля 2019 года.
16. ↑  Театр в Мотыгино становится популярным не только в Красноярском крае. http://krsk.sibnovosti.ru/. Дата обращения: 17 февраля 2019. Архивировано 19 февраля 2019 года.
17. ↑  Мотыгинский теремок: как живет единственный в России сельский драмтеатр. https://www.currenttime.tv/ (13 ноября 2018). Дата обращения: 17 февраля 2019. Архивировано 21 февраля 2019 года.
18. ↑  Всесоюзная перепись населения 1959 года. Численность сельского населения РСФСР - жителей сельских населённых пунктов - районных центров по полу
19. ↑  Всесоюзная перепись населения 1970 года Численность городского населения РСФСР, ее территориальных единиц, городских поселений и городских — Демоскоп Weekly.
20. ↑  Всесоюзная перепись населения 1979 года Численность городского населения РСФСР, ее территориальных единиц, городских поселений и городских — Демоскоп Weekly.
21. ↑  Всесоюзная перепись населения 1989 г. Численность городского населения РСФСР, ее территориальных единиц, городских поселений и городских ра
22. ↑  Всероссийская перепись населения 2002 года. Численность населения субъектов Российской Федерации, районов, городских поселений, сельских н
23. ↑  Численность постоянного населения Российской Федерации по городам, посёлкам городского типа и районам на 1 января 2009 года
24. ↑  Всероссийская перепись населения 2010 года. Итоги по Красноярскому краю. 1.10 Численность населения гор.округов, мун.районов, гор. и сел. поселе
25. ↑  Численность населения Российской Федерации по муниципальным образованиям. Таблица 35. Оценка численности постоянного населения на 1 январ
26. ↑  Численность населения Российской Федерации по муниципальным образованиям на 1 января 2013 года. Таблица 33. Численность населения городских округов, муниципальных районов, городских и сельских поселений, городских населённых пунктов, сельских населённых пунктов — Росстат, 2013. — 528 с.
27. ↑  Таблица 33. Численность населения Российской Федерации по муниципальным образованиям на 1 января 2014 года
28. ↑  Численность населения Российской Федерации по муниципальным образованиям на 1 января 2015 года
29. ↑  Численность населения Российской Федерации по муниципальным образованиям на 1 января 2016 года — 2018.
30. ↑  Численность населения Российской Федерации по муниципальным образованиям на 1 января 2017 года — М.: Росстат, 2017.
31. ↑  Численность населения Российской Федерации по муниципальным образованиям на 1 января 2020 года